# Anticarsia detrahens
Anticarsia detrahens là một loài bướm đêm trong họ Erebidae.